# Merenberg
Merenberg är en kommun och ort i Landkreis Limburg-Weilburg i Regierungsbezirk Gießen i förbundslandet Hessen i Tyskland. Merenberg, som för första gången omnämns i ett dokument från år 1129, har cirka 3 000 invånare. Kommunen bildades den 31 december 1970 genom en sammanslagning av de tidigare kommunerna Allendorf, Barig-Selbenhausen, Merenberg, Reichenborn och Rückershausen i den nya kommunen Merenberg.